# Monrupino
Monrupino (in sloveno Repentabor; in dialetto triestino Monrupin) è un comune italiano sparso di 843 abitanti del Friuli-Venezia Giulia.
La sede comunale è in frazione Col.

## Geografia fisica
Il comune confina direttamente con la Slovenia (in particolare con il comune di Sesana) attraverso il valico di Fernetti, uno dei punti di transito più importanti per le merci italiane dirette nei Balcani, e attraverso il valico minore di Col.

## Storia
Già denominato "Rupin Grande", assunse la denominazione attuale nel 1932 (seppur già usato in precedenza).
Nel 1947, per effetto del Trattato di Pace di Parigi, cedette le frazioni di Vercogliano, Monrupino Scalo, Zolla di Monrupino (parte), Rupin Grande (parte) e Vogliano (parte) alla Jugoslavia, aggregate al comune di Sesana.

### Simboli
Lo stemma e il gonfalone sono stati concessi con decreto del presidente della Repubblica del 12 settembre 2003.
(D.P.R. 12.09.2003)
Il gonfalone è un drappo troncato di bianco e di giallo.

## Monumenti e luoghi d'interesse
La chiesa e la rocca di Monrupino sono interessanti dal punto di vista storico. Sorgono in cima a un colle, visibile sia dall'Italia che dalla Slovenia. Inizialmente castelliere, poi teatro di scontri tra Romani e Istri, il sito è sempre stato un importante rifugio per le persone della zona, anche all'epoca delle invasioni barbariche. Pare che una prima chiesetta sia stata costruita intorno all'anno 1000; andata in rovina, sorse al suo posto una seconda chiesa, eretta nei primi anni del XVI secolo.
Secondo una diffusa tradizione, la chiesa fu costruita nei pressi di un masso sul quale la Vergine lasciò la propria impronta: il masso, ancora oggi, presenta quella singolare traccia ed è indicato come una pietra in grado di favorire la fecondità; le donne che avevano qualche problema ad avere figli poggiavano e sfregavano il loro ventre contro la superficie litica per favorire la maternità.
Nel territorio sono state recentemente create due riserve naturali (Monte Lanaro e Monte Orsario).
Sono ancora molto radicate le usanze tipiche del Carso: infatti si può visitare una classica casa carsica (Kraška hiša) mantenuta intatta nel tempo. Qui si possono apprezzare i costumi, gli attrezzi agricoli e i mobili del passato. Inoltre, l'ultima domenica di agosto degli anni dispari, si tiene una rappresentazione storica chiamata le nozze carsiche (Kraška ohcet).
A Monrupino si trova una foiba dichiarata monumento nazionale: venne utilizzata per gettarvi una cinquantina di cadaveri di soldati tedeschi uccisi dopo la battaglia di Opicina durante la seconda guerra mondiale, nonché i corpi di tre ferrovieri italiani uccisi nei giorni dell'occupazione jugoslava di Trieste.

## Società

### Evoluzione demografica
Abitanti censiti

### Lingue e dialetti
La sua popolazione nel censimento del 1971 si è dichiarata in maggioranza di madrelingua slovena:
| %      | Ripartizione linguistica (gruppi principali) |
| ------ | -------------------------------------------- |
| 22,70% | madrelingua italiana                         |
| 77,30% | madrelingua slovena                          |

Secondo una stima governativa del 1983, nel comune di Monrupino il 64% della popolazione era di lingua slovena.

## Geografia antropica
Si tratta del più piccolo comune della provincia di Trieste, con tre frazioni: Col (sede comunale), Fernetti/Fernetiči e Repen.

### Frazioni e località
- Fernetti/Fernetiči: 172 ab.
- Repen (già Rupingrande): 438 ab.
- Col (già Zolla di Monrupino): 68 ab.

## Economia
Una delle principali attività economiche del paese è quella connessa ai trasporti internazionali e alle spedizioni, con la presenza nelle vicinanze dell'interporto di Fernetti.

## Sport

### Calcio
La principale squadra di calcio è il Nogometni Klub - Associazione Sportiva Dilettantistica Kras Repen, comunemente conosciuta come Kras Repen, nata nel 1986, presieduta dall'imprenditore locale Goran Kocman. La squadra, allenata dall'ex giocatore della nazionale slovena Under 21 Radenko Kneževič, milita nel campionato di Eccellenza Friuli-Venezia Giulia 2021-2022.

## Galleria d'immagini

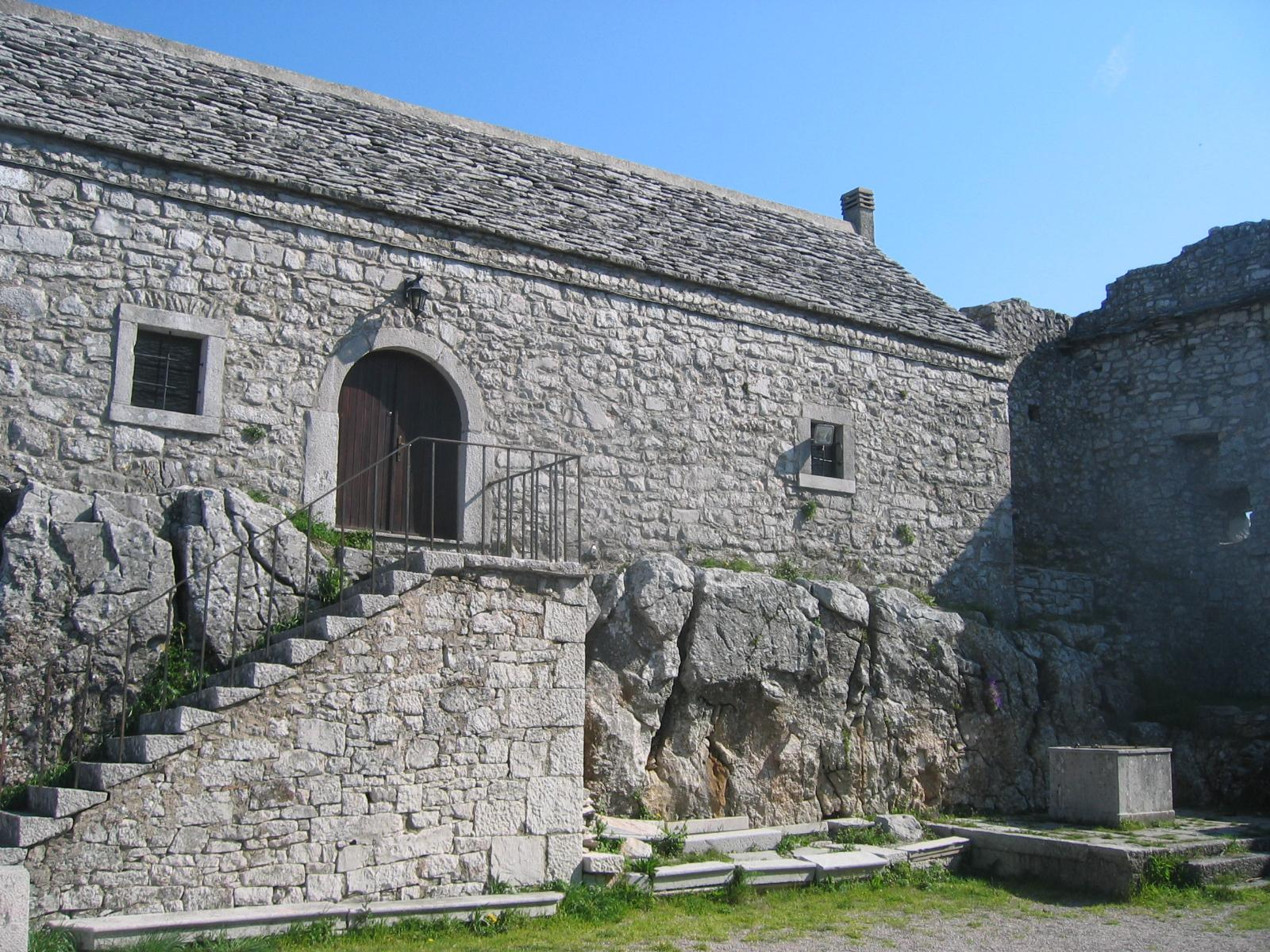
Casa parrocchiale (all'interno della Rocca di Monrupino/Tabor)
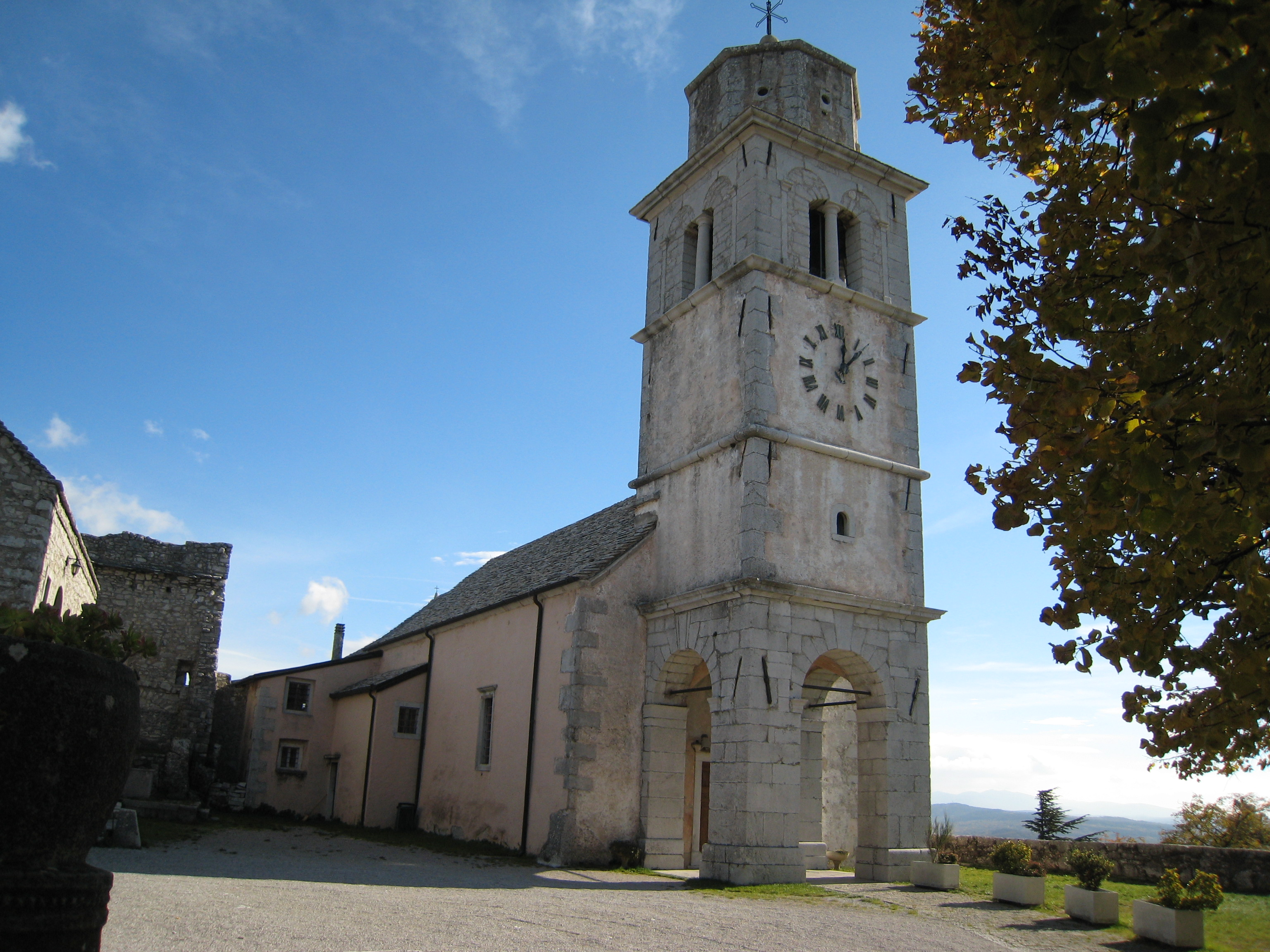
Chiesa della Beata Vergine Assunta (all'interno della Rocca di Monrupino/Tabor)
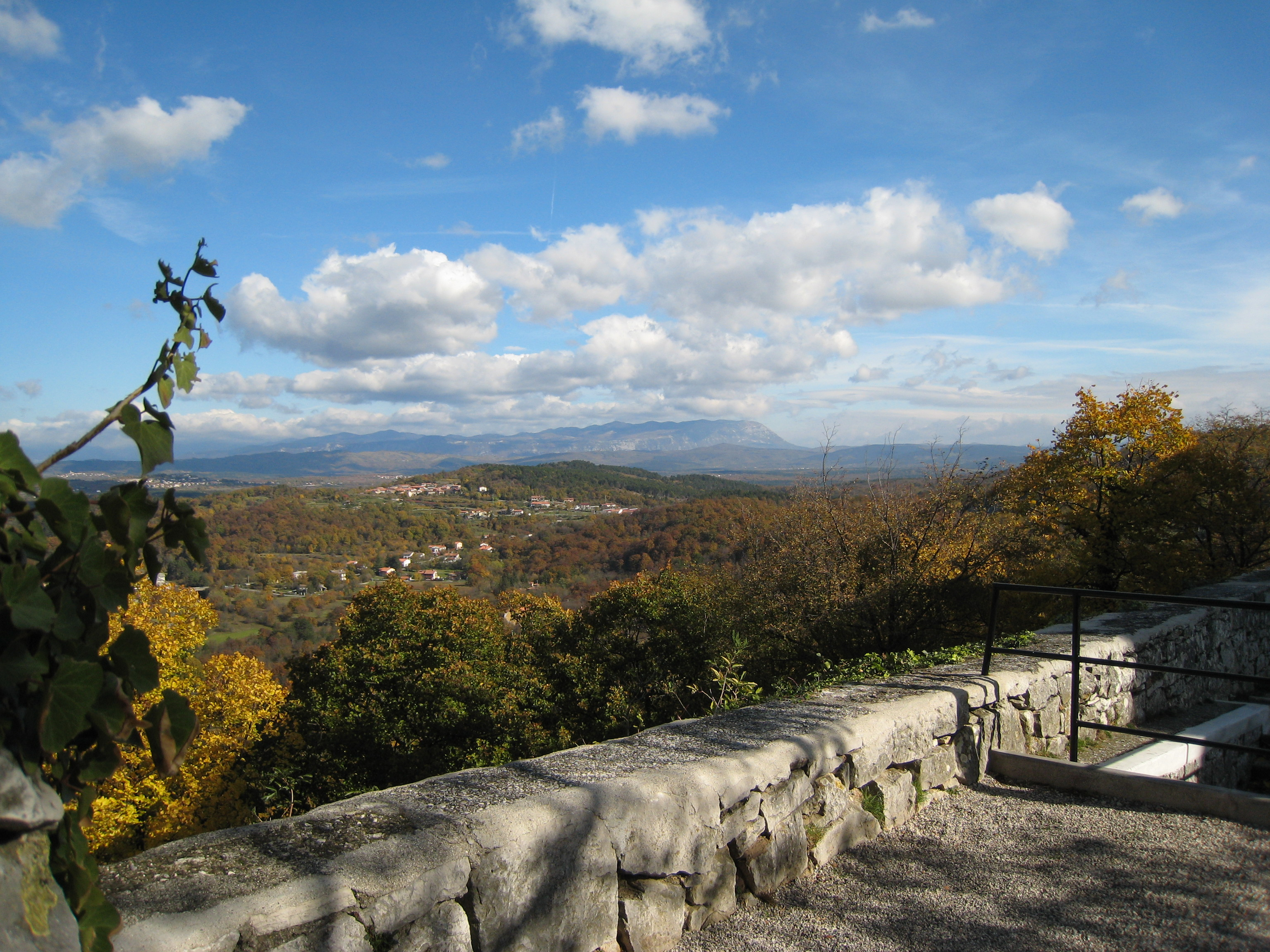
Il versante sloveno dell' altopiano carsico visto dalla rocca. Sullo sfondo il Monte Nanos